# Raión de Svaliava
Svaliava (en ucraniano: Свалявський район) es un raión o distrito de Ucrania en el óblast de Zakarpatia. 
Comprende una superficie de 673 km².
La capital es la ciudad de Svaliava.

## Demografía
Según estimación 2010 contaba con una población total de 54869 habitantes.

## Otros datos
El código KOATUU es 2124000000. El código postal 89300 y el prefijo telefónico +380 3133.